# Violencia doméstica en Chile
La violencia doméstica en Chile (conocida localmente como violencia intrafamiliar) es un problema prevalente desde 2004. La violencia doméstica describe la violencia de una pareja íntima u otros miembros de la familia, independientemente del lugar donde ocurre la violencia.

## Grado
La violencia contra la mujer prevalecía en todas las clases de la sociedad chilena en 1994. A principios de la década de 1990, se informó que la violencia doméstica afecta a alrededor del cincuenta por ciento de las mujeres en el país. Todas las clases socioeconómicas se ven afectadas por la violencia doméstica, y algunos grupos tienen tasas más altas de violencia doméstica que otros. De acuerdo con estos hallazgos, una encuesta nacional chilena de 2003 indicó que entre el 25% y el 30% de los asesinatos de mujeres ocurren en el hogar.
Un estudio de 2004 del Servicio Nacional de la Mujer de Chile (SERNAM) informó que el 50% de las mujeres casadas había sufrido abuso conyugal, el 34 por ciento informó haber sufrido violencia física y el 16% informó abuso psicológico (2007). Entre enero y noviembre de 2005 se denunciaron a la policía 76.000 casos de violencia familiar; 67.913 fueron reportados por mujeres, 6.404 por hombres y aproximadamente 1.000 por niños. Las mujeres son claramente las más propensas a convertirse en víctimas de violencia doméstica, pero otros miembros del hogar también corren el riesgo de ser victimizados.
Se ha reconocido que también ha habido una larga historia de abuso sexual en la Iglesia católica del país.

## Naturaleza de la violencia doméstica
La violencia doméstica puede ser física, psicológica, emocional, verbal o sexual. Los abusadores pueden ser hombres o mujeres, pero las investigaciones indican que las mujeres sufren de manera desproporcionada el abuso por parte de sus compañeros masculinos. A lo largo de la historia, la sociedad ha considerado a las mujeres como subordinadas a los hombres, dejándolas susceptibles al abuso por parte de sus compañeros masculinos. Además, el hogar ha sido visto como una institución esencialmente privada, lo que impide que los legisladores avancen con políticas contra la violencia doméstica. Con muchas personas que eligen mirar para otro lado cuando se enteran de la violencia doméstica, este problema persiste y puede ser difícil de abordar. Es una idea común que los forasteros, específicamente los legisladores, no deberían interferir con asuntos privados como la violencia en el hogar. El crecimiento del movimiento de mujeres en Chile, como en otros lugares, ha contribuido a crear conciencia y ha creado preocupación a nivel internacional.

## Factores contribuyentes

### Factores económicos
Entre los factores que contribuyen a la violencia doméstica se encuentran los factores domésticos, los factores comunitarios y sociales y los factores individuales. Los factores del hogar incluyen el tamaño, la densidad y el historial de violencia. Los factores comunitarios y sociales incluyen la violencia en los medios, el nivel de pobreza, la tasa de criminalidad y las condiciones ambientales. Por último, los factores individuales son el nivel educativo, el género, la edad y la situación laboral. Un estudio de 1999 realizado por psicólogos encontró que la violencia es un comportamiento aprendido y se transmite de generación en generación. La exposición a la violencia en la primera infancia aumenta el riesgo de que una persona se vuelva violenta en su propio hogar.
En 2004, el 44% de la población chilena vivía en la pobreza, y los estudios han demostrado que el bajo nivel socioeconómico y los acontecimientos vitales estresantes se correlacionan positivamente con la violencia doméstica. Además, un estudio de 2003 encontró que la pobreza y la escalada de eventos vitales negativos que típicamente acompañan a la pobreza, aumentan la vulnerabilidad de las mujeres chilenas al abuso doméstico. Entonces, si bien la violencia doméstica ocurre en todas las clases, es más frecuente entre los hogares pobres. En Chile, se ha encontrado que las familias que sufren violencia doméstica suelen estar aisladas y carecen de vínculos de apoyo entre las comunidades en las que viven.
La concentración geográfica de la pobreza en Chile, en cuanto a las oportunidades socioeconómicas y conductas de riesgo de las familias marginadas que viven en barrios desfavorecidos, se ha relacionado con mayores tasas de violencia doméstica. En otras partes del mundo, hay algunas pruebas recientes que respaldan la reducción de la violencia en los casos en que las mujeres poseen activos. Ser propietario de una tierra o una casa significa la opción de una mujer de salir de una relación violenta y disuade la violencia conyugal. En Chile, las mujeres y los hombres casados tienen los mismos derechos sobre sus bienes al divorciarse o si fallece un cónyuge.
En las zonas rurales de Chile, la herencia es la forma principal en que hombres y mujeres adquieren la tierra, independientemente de que la tierra tenga títulos o no. A veces, las mujeres no pueden reclamar su herencia de tierras sin títulos porque el costo de los documentos legales es demasiado alto. Los mismos efectos sobre la violencia doméstica no se han observado únicamente en el empleo femenino, ya que ser propietario de una casa o un terreno ofrece una opción de escape inmediata. La propiedad de la tierra puede empoderar a las mujeres, un factor que, por sí solo, se ha demostrado que reduce la violencia doméstica. A medida que estos factores se cruzan, el riesgo para las mujeres se agrava y se vuelven más susceptibles a la violencia doméstica.

### Factores culturales
Hasta 1989, el Código Civil de Chile sancionaba legalmente la propiedad y la autoridad de los maridos sobre sus esposas, dando a los hombres poder sobre sus parejas femeninas y conduciendo al abuso dentro del hogar. Esta dinámica de poder creada por creencias culturales se puede ver en todo el mundo y no está aislada de Chile. La creencia de que las mujeres chilenas son más tolerantes con la violencia masculina que otras mujeres ha impedido que los legisladores avancen contra la violencia doméstica. Esta creencia deja a las mujeres chilenas desprotegidas y atrapadas en hogares abusivos. Debido a que los eventos que ocurren en el hogar han sido vistos como asuntos familiares privados, históricamente, la violencia doméstica ha sido social y culturalmente aceptada en la sociedad chilena.
El secretismo que ha protegido a estos abusadores lo ejemplifican los resultados de una investigación de 2004 que informó que el 30% de las mujeres de la Región Metropolitana y el 21% de las mujeres de la Región de la Araucanía no le habían contado a nadie sobre sus experiencias con el abuso doméstico.  La combinación de estas creencias ha permitido a la sociedad chilena hacer la vista gorda ante el problema de violencia doméstica que afecta a sus comunidades. Estos mitos están saliendo a la luz lentamente a medida que cambian las actitudes y se inicia un movimiento contra la violencia doméstica entre las mujeres chilenas.
El matrimonio y la familia tradicionales son muy importantes en la cultura chilena. Debido a esto, a muchas mujeres chilenas se les anima a permanecer en relaciones y matrimonios abusivos porque existe un estigma contra el divorcio y la soltería, especialmente si una mujer tiene hijos con el cónyuge o pareja abusiva.

## Impactos económicos
La violencia doméstica impacta la economía chilena directa e indirectamente. Chile tiene bajos niveles de participación femenina en la fuerza laboral. Un estudio de 2011 encontró que mientras que alrededor del 75% de las mujeres estadounidenses tienen un empleo remunerado, el 43% de las mujeres en Chile tienen un empleo remunerado. Las parejas maltratadas se toman más días de enfermedad, la productividad del hogar disminuye y los costos de atención médica aumentan. Los mayores costos de atención médica se atribuyen a las visitas a la sala de emergencias, los servicios de salud mental, los medicamentos y la fisioterapia (2011). Los costos de la justicia penal y los servicios sociales aumentan con las altas tasas de violencia doméstica, pero los estudios han encontrado que los programas dirigidos a intervenir o prevenir la violencia doméstica son muy rentables.

### Impactos directos
La economía de Chile se ve afectada por la violencia doméstica de varias maneras. Estos costos incluyen mayores gastos en tratamiento médico, servicios policiales, sistema de justicia penal y servicios sociales. Las lesiones por abuso provocan más visitas a la sala de emergencias, hospitalizaciones y tratamiento para enfermedades de transmisión sexual. Las Fuerzas de Orden dedican más tiempo a responder a las llamadas de violencia doméstica, y los costos del sistema de justicia penal aumentan debido a los casos judiciales de violencia doméstica, que pueden conducir, a su vez, a costos de prisión.

### Impactos indirectos
Con el aumento de las tasas de violencia doméstica, los ingresos son más bajos, la productividad en el trabajo disminuye y la participación en el mercado laboral disminuye. Un estudio de 1999 realizado en Santiago, Chile, encontró que las mujeres maltratadas tenían menos probabilidades de trabajar fuera del hogar. Otro estudio con sede en Santiago, realizado en 2000, estimó que las mujeres que no sufrieron violencia física ganaban un promedio de USD$ 385 por mes, mientras que las mujeres que enfrentaban violencia física en el hogar ganaban solo USD$ 150 por mes. Este estudio muestra los severos efectos económicos de la violencia doméstica en el hogar.

## Impactos en las mujeres

### Impactos mentales y psicológicos
El abuso doméstico daña mental y psicológicamente a las mujeres en Chile. Algunos de los impactos que tiene el abuso doméstico en la salud mental de una mujer en Chile incluyen la depresión y el trastorno de estrés postraumático (TEPT). La depresión es muy común entre las mujeres chilenas porque está ligada a la violencia física y sexual. Las mujeres chilenas también experimentan TEPT debido a hogares abusivos y a otras personas importantes que son violentas.

## Respuestas políticas

### Antecedentes
El sistema legal chileno ha sido tradicionalmente muy débil en materia de violencia familiar, debido a problemas estructurales, como resultado de no etiquetar la violencia doméstica como un delito y no procesar la violencia doméstica bajo las leyes generales de agresión. Un estudio realizado en 1990 en Chile mostró que el 83,3% de las lesiones de las mujeres maltratadas se clasificaron como 'lesiones leves' y solo se sancionaron como un delito menor. Los actos de violencia que de otro modo serían delitos graves según la ley, cuando ocurrieron dentro del hogar, se aprobaron como "lesiones leves" y se persiguió un castigo mínimo.

### Servicio Nacional de la Mujer y la Equidad de Género de Chile (SernamEG)
El Servicio Nacional de la Mujer y la Equidad de Género de Chile (SernamEG, anteriormente llamado SERNAM) aborda el tratamiento de los casos de violencia doméstica en los sistemas legales chilenos. SernamEG es responsable de desarrollar programas preventivos y correctivos. Han abierto oficinas en todo el país, brindando asistencia legal y terapéutica a las víctimas de violencia doméstica.
En 1997, el entonces SERNAM emitió un conjunto detallado de propuestas de políticas para asegurar la igualdad de oportunidades de las mujeres rurales, producto de un proceso consultivo.
Michelle Bachelet fue la primera mujer presidenta de Chile, liderando el país entre 2006 y 2010. Durante su presidencia, Bachelet aumentó el presupuesto del Servicio Nacional de la Mujer (SERNAM) y ayudó a la institución a obtener fondos del Fondo de Desarrollo de las Naciones Unidas para la Mujer. A fines de 2006, existían 29 centros gubernamentales y privados para atender a víctimas de violencia intrafamiliar. Durante 2006, el SERNAM se asoció con ONGs para realizar cursos sobre los aspectos legales, médicos y psicológicos de la violencia doméstica para policías y autoridades judiciales y municipales. Este programa intensivo de capacitación del SERNAM ha permitido cada vez más a muchas policías chilenas brindar asistencia efectiva en casos de violencia doméstica. SERNAM ha estado activo en el avance de la legislación sobre violencia doméstica.

### Ley de violencia doméstica de 1994
La Ley de Violencia Intrafamiliar aprobada en 1994 fue la primera medida política para abordar la violencia en el hogar, pero debido a que la ley no se aprobaría sin ser aceptada por ambas partes, la ley era débil en la forma en que abordaba la protección de las víctimas y el castigo de los abusadores. La ley fue posteriormente reformada en 2005.

### Personal médico
Otra barrera la plantea el personal médico chileno, que ha sido criticado por seguir maltratando a las víctimas de violencia intrafamiliar y por minimizar las lesiones, aunque hoy está obligado por ley a denunciar los casos conocidos de agresión física a la justicia penal.

### Ley de abuso sexual infantil de 2019
En 2019, en medio de la actual crisis sexual en la Iglesia católica en Chile, se aprobó una legislación que elimina el estatuto de limitaciones para denunciar el abuso sexual contra niños en todo Chile. La legislación, que no es retroactiva, se propuso por primera vez en 2010.